# Víctor Vázquez
Víctor Vázquez Solsona (* 20. Januar 1987 in Barcelona) ist ein spanischer Fußballspieler.

## Karriere
Vázquez wurde im Alter von zehn Jahren in die Jugendakademie des FC Barcelona aufgenommen. Vázquez durchlief die verschiedenen Jugendteams des FC Barcelona und kam 2005 zu FC Barcelona C, damals das dritte Reserveteam Barcelonas. Ein Jahr später stieg er zur zweiten Mannschaft auf, wo er sich schnell als Stammspieler etablieren konnte. Sein einziges Ligaspiel für die erste Mannschaft bestritt er im Jahr 2008, als er am 32. Spieltag der Saison 2007/08 für Santiago Ezquerro im Spiel gegen Recreativo Huelva eingewechselt wurde. Im gleichen Jahr stand Vázquez im Champions-League-Gruppenspiel gegen Schachtar Donezk (2:3) in der Startaufstellung. Er wurde jedoch weiterhin hauptsächlich im B-Team eingesetzt. Mit Barcelona B schaffte er in der Saison 2009/10 den Aufstieg in die Segunda División, der zweithöchsten spanischen Spielklasse.
In der Saison 2010/11 übernahm er das Kapitänsamt des zu Omonia Nikosia abgewanderten José Manuel Rueda. Im letzten Gruppenspiel der UEFA Champions League 2010/11, gegen den russischen Klub Rubin Kasan steuerte Vázquez den Treffer zum 2:0-Endstand bei.
Im Sommer 2011 wechselte Vázquez ablösefrei zum FC Brügge, wo er für drei Spielzeiten unterschrieb. 2016 ging er dann zu CD Cruz Azul und ein Jahr später schloss er sich dem FC Toronto an. Seit Januar 2019 spielte er in Katar, zuerst bei Al-Arabi und dann für Umm-Salal SC. Im August 2020 wechselte er ablösefrei zurück in die Division 1A zum KAS Eupen, wo er einen Zwei-Jahres-Vertrag unterschrieb. Mitte Oktober 2020 wurde, nachdem er ein Spiel für die KAS Eupen bestritten hatte, der Vertrag auf Bitten von Vazquez aus persönlichen Gründen aufgelöst.
Am 17. März 2021 unterschrieb er dann einen Vertrag bei Los Angeles Galaxy in der Major League Soccer. Dort absolvierte er in zwei Spielzeiten 55 Partien und erzielte dabei fünf Treffer. In der Saison 2022 erreichte der Mittelfeldspieler mit der Mannschaft das Viertelfinale der Meisterschaft, wo man dem Stadtrivalen Los Angeles FC mit 2:3 unterlag. Anschließend wechselte Vázquez erneut zum Toronto FC. Hier stand er bis Januar 2024 unter Vertrag. Im Februar 2024 wechselte er nach Indien zum Erstligisten East Bengal Club.

## Erfolge
- Spanischer Meister: 2009
- UEFA-Champions-League-Sieger: 2009, 2011
- Belgischer Pokalsieger: 2015
- Belgischer Meister: 2016
- US-amerikanischer Meister: 2017
- Canadian Championship: 2017, 2018
- MLS Supporters’ Shield: 2017